# 建築工事業
建築工事業（けんちくこうじぎょう、建築一式工事業）とは、
総合的な企画、指導、調整のもとに建築物を建設する工事業。
建設業としての営業内容は建築確認を必要とする建築工事（新築工事、増築工事、改築工事等）を遂行する。
建設業法では一式工事を2つ以上の専門工事を有機的に組み合わせて社会通念上独立した使用目的がある「建築物」を作る場合としている。しかしながら、2つ以上の専門工事が組み合わさっていなくとも、工事の規模や複雑性等の観点から総合的な企画・指導・調整を必要とし、各個別の専門工事として施工することが困難であると認められる場合も一式工事に該当するとしている。